# Aphanopleura zangelanica
Aphanopleura zangelanica là một loài thực vật có hoa trong họ Hoa tán. Loài này được Gagina & Matsenko mô tả khoa học đầu tiên năm 1975.